# Koziegłowy
Koziegłowy è un comune urbano-rurale polacco del distretto di Myszków, nel voivodato della Slesia.
Ricopre una superficie di 159,16 km² e nel 2004 contava 14 456 abitanti.